# Петер Міхал Богун

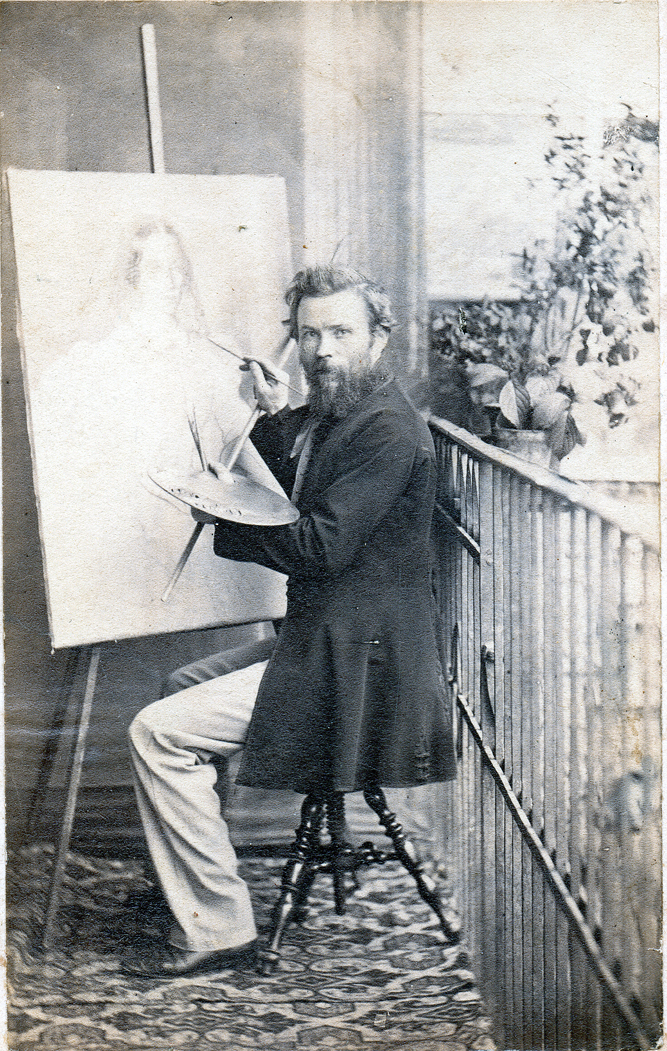
Пітер Міхал Богуш (бл. 1860)

Петер Міхал Богун (словац. Peter Michal Bohúň; нар. 29 вересня 1822 р., Велична - пом. 20 травня 1879 р., Бельсько-Бяла) — словацький живописець, художник-портретист. Також писав пейзажі та вівтарі.

## Біографія
Народився  в родині лютеранського священика. Петер ходив до державних шкіл свого села, а потім відвідував гімназію в Гемерській Горці.  У 1836 році він був зарахований до євангельської семінарії в Левочі. Саме там він вперше зіткнувся з ідеєю незалежності Словаччини, справу, яку він із захопленням прийняв, заробивши собі прізвисько «Славомил». Через політичні заворушення угорський уряд закрив семінарію в 1841 році, тому він переїхав до Кежмарока, де вивчав право і почав писати картини на дозвіллі.

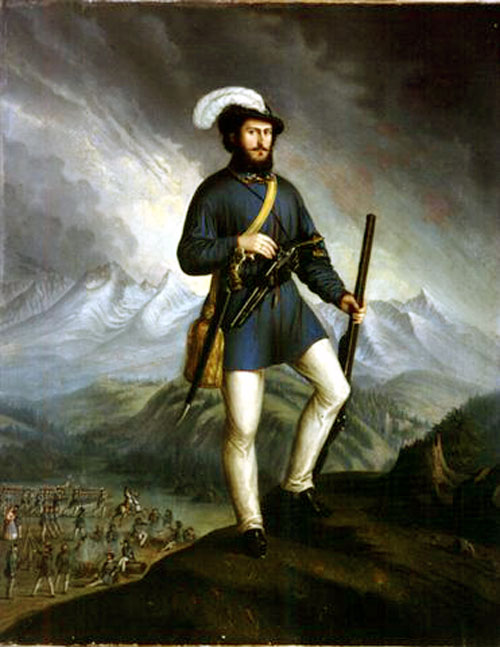
Капітан Ян Франциші зі словацькими добровольцями (1850)

У 1843 році він вирішив, що хоче бути художником, і вступив до Академії образотворчих мистецтв у Празі. Його вчителем там був німецький художник історії Крістіан Рубен, який на той час був також директором Академії.  Його батько помер у 1844 році, не надавши йому фінансову підтримку, тому він шукав і отримав заступництво дворянина з Орави на ім'я Міхал Кубін.  Окрім живопису, він вивчав літографію та зробив кілька ілюстрацій до ботанічного словника Яна Сватоплука Пресла.

### Словацький націоналізм
Незабаром після цього він приєднався до словацького націоналістичного руху на чолі з Людовитом Штуром, організовуючи мітинги та патріотичні мітинги під час Словацького повстання. У той час завдяки їхньому взаємному інтересу до живопису він зустрів і одружився з дочкою місцевого поміщика.

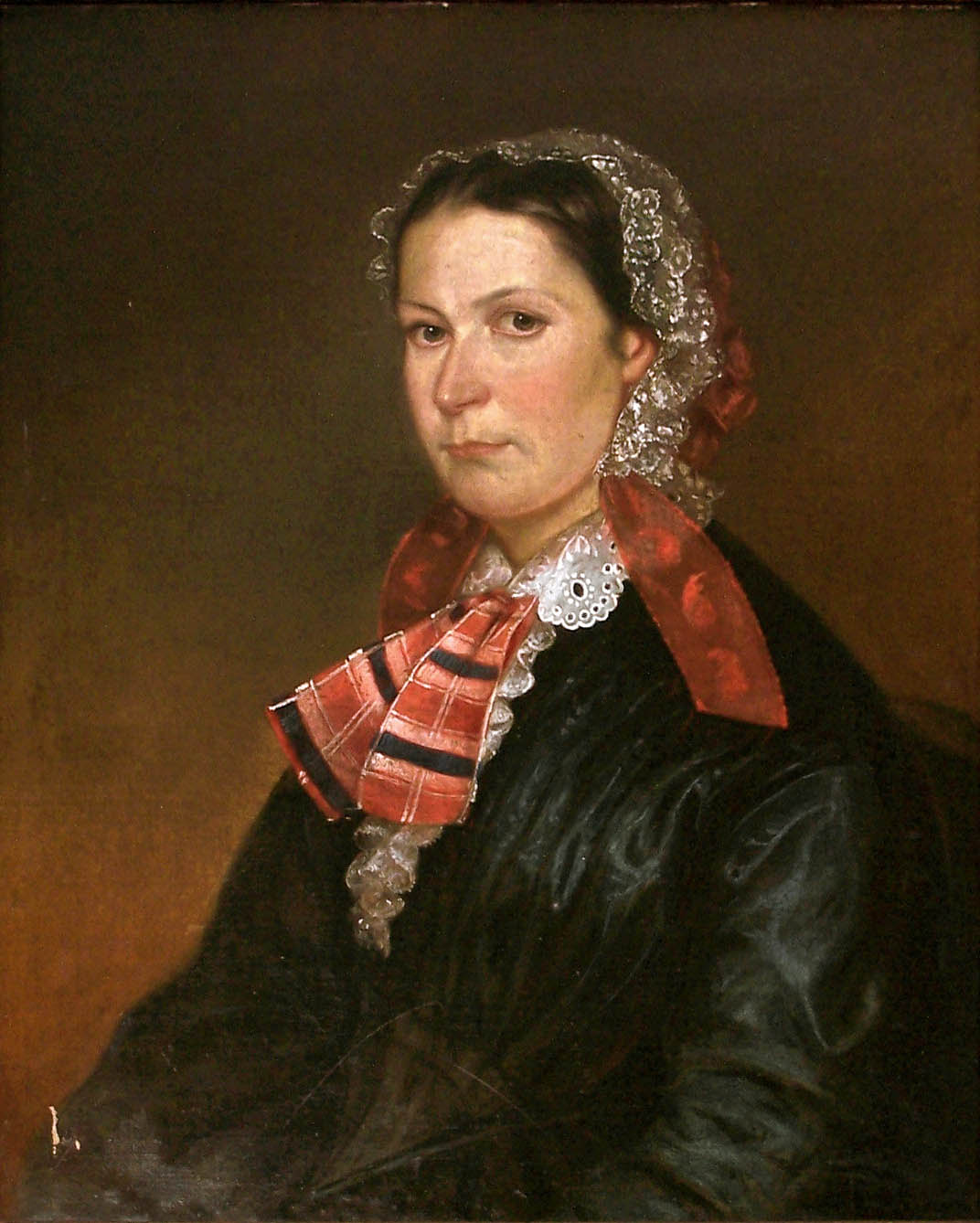
Жінка з капотом

У 1854 році він із сім'єю переїхав до Ліптовського Мікулаша, де він провів одинадцять років викладачем малювання в лютеранській жіночій школі , займаючись фотографією та прикрашаючи штори для аматорських театральних колективів. У 1860 році він відновив свою патріотичну діяльність і наступного року взяв участь у конституційному конвенті в Мартіні. У 1863 році він був одним із членів-засновників Матиця словацька.
В глибокій заборгованості він покинув Словаччину в 1865 р. І відвіз сім’ю до м. Бєльсько-Бяла в Галичині. У 1876 році він відправився в Італію на пошуки сина Любора, який дезертирував з Австро-Угорської армії. 
Його причиною смерті було пневмонія. У 1955 році в Ліптовському Мікулаші була відкрита художня галерея, що носить його ім'я, а через три роки його статуя у Братиславі. Його виліпив Фрао Штефунко, який спеціалізувався на діячах Словацького повстання.

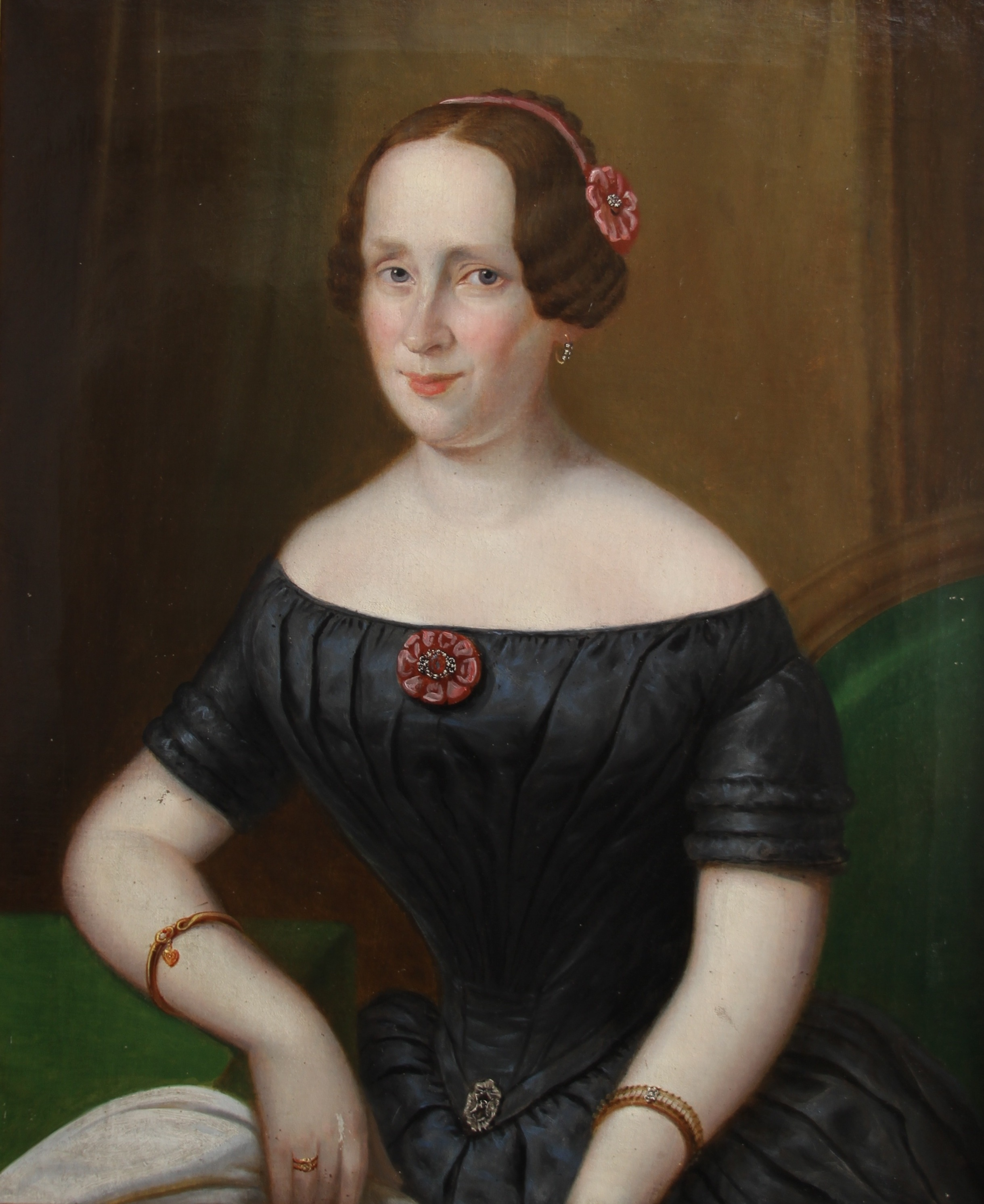
Картина Петера Міхала Богуна